# Адам, Лоу
Лоуренс (Лоу) Адам (нидерл. Lawrence "Law" Adam, 11 июня 1908, Ситубондо, Восточная Ява — 15 мая 1941, Сурабая) — нидерландский и швейцарский футболист, бывший игрок сборной Швейцарии и Нидерландов.

## Карьера
Адам начал футбольную карьеру в нидерландском клубе ХВВ из города Гаага. В 19-летнем возрасте он уехал для обучения в Цюрих, где начал играть за «Грассхоппер». В 1929 году Адам дебютировал за сборную Швейцарии в матче с командой Австрии.
Годом позже Швейцарию посетила нидерландская сборная, и Адам был привлечён к игре за родные Нидерланды. Матч закончился со счётом 6:3 в пользу Швейцарии.
В дальнейшем Адам сыграл за команду Нидерландов 11 матчей, забив в них 6 мячей. В 1932 году забил оба мяча своей команды в матче против команды Германии, проходившего в Дюссельдорфе и закончившегося со счётом 2:0. Весной 1933 года вернулся в клуб ХВВ, но проблемы с сердцем заставили закончить игровую карьеру через несколько месяцев в 24-летнем возрасте.

## Смерть
Умер 15 мая 1941 года в 32-летнем возрасте во время товарищеской игры между командами «Тор» и «Анашер» в городе Сурабая, Голландская Ост-Индия. Адам забил в этом матче два мяча и отдал партнёрам три результативных передачи, и покинул поле на восьмой минуте второго тайма, держась за сердце. Главный рефери того матча, Ламбэк, написал о смерти Адама в журнале De Scheidsrechter. Когда Адам уходил с поля, арбитр спросил у него о его самочувствии, на что Адам ответил: «Моё сердце опять пошаливает, но у ребят неплохое преимущество, и я могу отдохнуть». Ламбэк продолжает:
Когда после окончания игры я вошёл в раздевалку, Адам лежал на массажном столе, весь синий. Врач команды и кардиолог, который был незамедлительно вызван, пытались вернуть футболиста к жизни инъекциями в область сердца. Спустя полчаса, они смогли лишь констатировать смерть.

## Статистика

### Матчи Адама за сборную Швейцарии
| Матчи Адама за сборную Швейцарии | Матчи Адама за сборную Швейцарии | Матчи Адама за сборную Швейцарии | Матчи Адама за сборную Швейцарии | Матчи Адама за сборную Швейцарии | Матчи Адама за сборную Швейцарии              |
| -------------------------------- | -------------------------------- | -------------------------------- | -------------------------------- | -------------------------------- | --------------------------------------------- |
| №                                | Дата                             | Соперник                         | Счёт                             | Голы Адама                       | Соревнование                                  |
| 1                                | 27 октября 1929                  | Австрия                          | 1:3                              | —                                | Кубок Центральной Европы по футболу 1927—1930 |

Итого: 1 матч / 0 голов; 0 побед, 0 ничьих, 1 поражение.

### Матчи Адама за сборную Нидерландов
| Матчи Адама за сборную Нидерландов | Матчи Адама за сборную Нидерландов | Матчи Адама за сборную Нидерландов | Матчи Адама за сборную Нидерландов | Матчи Адама за сборную Нидерландов | Матчи Адама за сборную Нидерландов |
| ---------------------------------- | ---------------------------------- | ---------------------------------- | ---------------------------------- | ---------------------------------- | ---------------------------------- |
| №                                  | Дата                               | Соперник                           | Счёт                               | Голы Адама                         | Соревнование                       |
| 1                                  | 2 ноября 1930                      | Швейцария                          | 3:6                                | —                                  | Товарищеский матч                  |
| 2                                  | 29 марта 1931                      | Бельгия                            | 3:2                                | —                                  | Товарищеский матч                  |
| 3                                  | 26 апреля 1931                     | Германия                           | 1:1                                | —                                  | Товарищеский матч                  |
| 4                                  | 3 мая 1931                         | Бельгия                            | 2:4                                | 1                                  | Товарищеский матч                  |
| 5                                  | 14 июня 1931                       | Дания                              | 2:0                                | —                                  | Товарищеский матч                  |
| 6                                  | 29 ноября 1931                     | Франция                            | 4:3                                | —                                  | Товарищеский матч                  |
| 7                                  | 20 марта 1932                      | Бельгия                            | 4:1                                | —                                  | Товарищеский матч                  |
| 8                                  | 17 апреля 1932                     | Бельгия                            | 2:1                                | 2                                  | Товарищеский матч                  |
| 9                                  | 4 декабря 1932                     | Германия                           | 2:0                                | 2                                  | Товарищеский матч                  |
| 10                                 | 22 января 1933                     | Швейцария                          | 0:2                                | —                                  | Товарищеский матч                  |
| 11                                 | 7 мая 1933                         | Бельгия                            | 1:2                                | 1                                  | Товарищеский матч                  |

Итого: 11 матчей / 6 голов; 6 побед, 2 ничьи, 3 поражения.